# 土尔蝗属
土尔蝗属，是直翅目癞蝗科蠢蝗亚科的一个属，分布于北非地区。本属是俄裔英国昆虫学家鲍里斯·乌瓦罗夫于1943年创建。2011年中国研究人员描述发表了本属3个新种—撒哈拉土尔蝗（Tuarega sahara）、巴氏土尔蝗（Tuarega parisi）和尔瓦扎扎特土尔蝗（Tuarega ouarzazatensis）。然后有研究人员认为这三个新种缺乏分子生物学证据，仅从形态学上的差异不足以支持成为独立新物种，故将其视为模式种 Tuarega insignis 的同物异名。故直翅目物种档案在线系统（Orthoptera Species File）目前仅收录本属一个有效种。